# Міська реформа 1870
Міська реформа 1870 року — реформа, проведена відповідно до нового «Городового положения», що стало однією з ланок у системі реформ 1860—70-х років у Російській імперії. Міська реформа мала на меті поліпшити стан міського господарства і залучити до управління ним підприємницький клас.
Міська реформа розроблялася від 1862 року, проект її був затверджений імператором Олександром II 16 червня 1870 року. Реформа замінила попередні органи міського управління безстановими — міською думою (розпорядчі функції) та міською управою (виконавчі). В основу виборчого права покладено майновий ценз. Брати участь у виборах могли чоловіки, які досягли 25 років і сплачували в міську казну податки та збори. До таких належали власники нерухомості, фабрично-заводських та торгових підприємств, ті, хто викупляв купецькі й промислові посвідчення (див. Купецькі гільдії), приказчики 1-го розряду. Виборець мав бути російським підданим і не мати боргів перед містом. Поряд з одноосібниками виборчим правом наділялися різні організації, які сплачували податки в державний бюджет. Виборці розподілялися по 3-х куріях, рівних між собою за сумою сплати податків. За цією системою виборів найбільшу кількість місць в органах міського самоврядування отримували заможні громадяни.
Члени міської думи обиралися на 4 роки і називалися гласними. Кількісний склад гласних становив (залежно від кількості населення) від 30 до 72, у Москві — 180, Санкт-Петербурзі — 250 осіб. До їхніх функцій входило дбати про благоустрій міста, народну освіту, охорону здоров'я, громадський догляд певних соціальних категорій населення, опікуватися розвитком торгівлі, промисловості, кредиту. Міські органи не могли самостійно запроваджувати нові чи змінювати узаконені норми оподаткування. За реформою, міська дума обирала міського голову (у столичних містах, Одесі, Ризі, нині столиця Латвії; Києві — ще й його товариша (заступника)), членів міської управи. Підпорядковувалася міська дума губернаторові та губернському в міських справах присутствію.
Подібні норми закону проіснували до 1892 року. «Городовое положение» 1892 року позбавило дрібних торговців, прикажчиків та євреїв права голосу, скасувало розподіл по куріях.